# Апрельская любовь
«Апрельская любовь» (англ. April Love) — картина художника-прерафаэлита Артура Хьюза, написанная между 1855 и 1856 годами. Впервые она была выставлена Королевской Академии художеств в 1856 году.
Картина изображает молодую пару в момент эмоционального кризиса. Фигура мужчины едва видна, его голова выглядывает из-за левой руки девушки. Она смотрит на упавшие на пол лепестки цветов, символизирующие окончание весны и ранней любви.
Моделью для фигуры девушки была Трифена Форд (Tryphena Ford), на которой Хьюз женился в 1855 году.
На первом показе Хьюз сопроводил полотно отрывком из стихотворения Альфреда Теннисона «Дочь мельника»:
Love is hurt with jar and fret,

Love is made a vague regret,

Eyes with idle tears are set,

Idle habit links us yet;

What is Love? For we forget.

Ah no, no.
Лондонская галерея Тейт приобрела эту картину в 1909 году, «Апрельская любовь» хранится там и по сей день. Первоначальным владельцем картины был Уильям Моррис.